# Mikalaj Sihnewitsch
Mikalaj Jauhenawitsch Sihnewitsch (belarussisch Мікалай Яўгенавіч Сігневіч, * 20. Februar 1992 in Brest) ist ein belarussischer Fußballspieler. Seit 2022 spielt er für Apollon Smyrnis in der ersten griechischen Liga.

## Karriere

### Verein
Sihnewitsch begann seine Karriere in seiner Heimatstadt beim FK Dinamo Brest, für den er im April 2011 in der Wyschejschaja Liha debütierte. Im Sommer 2013 wechselte er zum Ligakonkurrenten BATE Baryssau, spielte die Saison jedoch noch in Brest fertig. Sein Champions-League-Debüt für Baryssau gab er im September 2014. Anfang 2017 wurde er bis Saisonende an den griechischen Verein AO Platanias ausgeliehen. Im Januar 2019 nahm Ferencváros Budapest den Spieler unter Vertrag. Im Sommer 2020 stand er für drei Wochen in Diensten des FK Chimki, bevor er sich seinem ehemaligen Verein BATE Baryssau anschloss. Anfang 2022 wechselte der Belarusse zu Apollon Smyrnis.

### Nationalmannschaft
Sihnewitsch spielte für diverse Jugendnationalteams. 2014 wurde er erstmals für die Herren nominiert. Sein Debüt gab er im November 2014 im EM-Quali-Spiel gegen Spanien.